# Henry David Thoreau
Henry David Thoreau (Concord, Massachusetts, 12 de juliol de 1817 - ibíd., 6 de maig de 1862) fou un escriptor, anarquista i filòsof estatunidenc.
És conegut sobretot pel seu llibre Walden, o la vida als boscos, les seves reflexions sobre una vida senzilla i lluny de la tecnologia, als boscos, així com per La desobediència civil, en què argumenta la idea d'una resistència individual contra un govern sovint injust.
Els llibres, articles, assaigs, diaris i poesies de Thoreau omplen vint volums. Entre les seves contribucions més importants, es troben els seus escrits sobre la història natural i la filosofia, en què anticipa l'ecologia i la història mediambiental, dues de les fonts de l'ecologisme i la teoria del decreixement d'avui dia.
Va ser abolicionista tota la vida, feu conferències en què atacà les lleis que regien els esclaus evadits i capturats, lloà el treball de Wendell Phillips i de l'abolicionista John Brown.
La seva filosofia de resistència no-violenta va influir més tard en el pensament i les accions de figures com ara Lev Tolstoi, Mohandas Gandhi i Martin Luther King.
Exaltant l'individualisme i una certa forma d'ociositat en comunió amb la natura, Thoreau convida a explorar les «províncies de la imaginació».

## Biografia

### Primers anys de vida i educació, 1817-1836
Va néixer a Concord, Massachusetts, a la "modesta família de Nova Anglaterra" de John Thoreau, un fabricant de llapis, i Cynthia Dunbar. El seu avi patern va néixer a Jersey. El seu avi matern, Asa Dunbar, va dirigir d'estudiant l'any 1766 a Harvard la "rebel·lió de la mantega", la primera protesta estudiantil registrada a les colònies americanes. David Henry va ser nomenat així pel seu difunt oncle patern, David Thoreau. Va començar a anomenar-se Henry David després d'acabar la universitat, però mai va sol·licitar fer un canvi de nom legal. Tenia dos germans grans, Helen i John Jr., i una germana menor, Sophia. El lloc de naixement de Thoreau encara existeix avui en dia a Virginia Road a Concord. La casa ha estat restaurada pel Thoreau Farm Trust, una organització sense ànim de lucre, i està oberta al públic.
Va estudiar al Harvard College entre 1833 i 1837, que llavors encara no era la universitat de prestigi en què es va convertir a finals de segle. Va viure a Hollis Hall i va assistir a cursos de retòrica, clàssics, filosofia, matemàtiques, i ciència. Va ser membre de l'Institut de 1770 (ara és el Hasty Pudding Club). Segons la llegenda, Thoreau es va negar a pagar la quota de cinc dòlars per un diploma de Harvard. De fet, el títol de mestratge que va rebutjar comprar no tenia cap mèrit acadèmic: Harvard College ho va oferir a graduats “que van demostrar el seu valor físic per estar vius tres anys després de graduar-se, i la seva qualitat d'estalvi, guany o herència per tenir cinc dòlars per donar a l'escola" i va comentar que era millor "deixar que cada ovella mantingui la seva pròpia pell", referència a la tradició de fer servir pergamí de pell d'ovella per als diplomes.

### Retorns a Concord, 1836-1842
Les professions tradicionals obertes als graduats universitaris -la llei, l'església, els negocis, la medicina- no interessaven a Thoreau, així que el 1835 va prendre una llicència de Harvard, durant la qual va ensenyar a l'escola de Canton, Massachusetts. Després de graduar-se el 1837, va començar a ensenyar a l'escola pública de Concord, però va renunciar després d'unes setmanes per no haver d'administrar el càstig corporal. Ell i el seu germà John van obrir llavors la Concord Academy, una escola de gramàtica a Concord, el 1838. Van introduir en el seu ensenyament diversos conceptes progressius, incloent caminades per la natura i visites a les botigues i als negocis locals. L'escola va tancar quan John va emmalaltir fatalment del tètanus el 1842 després de tallar-se mentre s'afaitava. Morí en braços de Henry.
En graduar-se Thoreau va tornar a casa seva a Concord, on va conèixer Ralph Waldo Emerson a través d'un amic mutu. Emerson es va prendre un interès personal (de vegades fins i tot paternalista) en Thoreau, i va assessorar i va presentar el jove a un cercle d'escriptors i pensadors locals, inclosos William Ellery Channing, Margaret Fuller i Amos Bronson Alcott, a més del famós Nathaniel Hawthorne i el seu fill (Julian Hawthorne), noi per aquell temps.
Emerson va instar Thoreau a contribuir amb assajos i poemes a un diari trimestral, The Dial, i va pressionar l'editora, Margaret Fuller, perquè publiqués aquests escrits. El primer assaig de Thoreau publicat a The Dial va ser "Aulus Persius Flaccus", un assaig sobre el satíric romà, el juliol de 1840. Consistia en un passatge revisat del seu Diari, que havia començat a mantenir per suggeriment d'Emerson. La primera anotació d'aquest diari (22 d'octubre de 1837) diu: "Va preguntar què està fent ara? Té un diari? Així que escric avui la meva primera entrada."

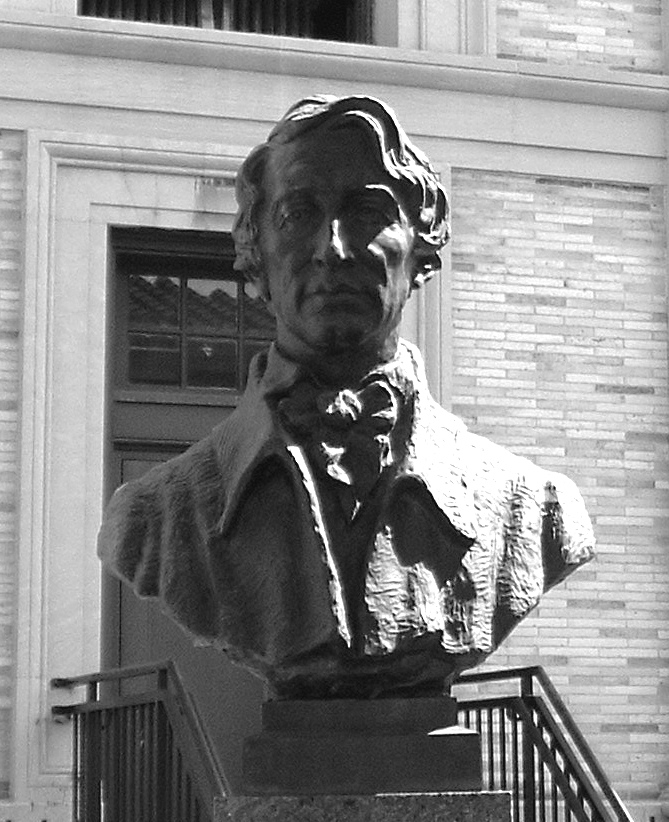
Bust de Thoreau.

Thoreau va ser un filòsof que va dedicar els seus esforços a estudiar la natura i la relació amb la condició humana. En els seus primers anys va seguir el transcendentalisme, una filosofia idealista folgada i eclèctica defensada per Emerson, Fuller i Alcott. Ells sostenien que un estat espiritual ideal transcendeix o va més enllà del físic i l'empíric, i que aquest s'aconsegueix a través de la intuïció personal més que per la doctrina religiosa. En la seva opinió, la naturalesa és el signe exterior de l'esperit interior, i expressa la "correspondència radical de les coses visibles i els pensaments humans", com va escriure Emerson a Nature (1836).
El 18 d'abril del 1841, Thoreau es va traslladar a la casa d'Emerson. Allí (1841-1844), hi va servir com a tutor dels infants. També era ajudant editorial, reparador i jardiner. Durant uns mesos el 1843 es va traslladar a la casa de William Emerson a Staten Island, i va ensenyar als fills de la família mentre cercava contactes entre literats i periodistes a la ciutat que poguessin ajudar a publicar els seus escrits, incloent al seu futur representant literari Horace Greeley.
Thoreau va tornar a Concord per treballar a la fàbrica de llapis de la seva família, tasca en què va ocupar la major part de la seva vida adulta. Va redescobrir el procés de fer bons llapis amb grafit inferior però usant argila per a la seva col·locació. Aquesta invenció va millorar amb el grafit trobat a New Hampshire i comprat el 1821 pel seu parent Charles Dunbar (el procediment de barreja de grafit i argila, conegut com a procés Conté, va ser patentat per Nicolas-Jacques Conté el 1795). La seva altra font havia estat Tantiusques, una mina operada per nadius americans a Sturbridge, Massachusetts. Més endavant, Thoreau va adaptar la fàbrica per produir el plumbago (grafit) que s'usava als electrotips.
Un cop a Concord, Thoreau hi va passar per un període d'inquietud. L'abril del 1844 ell i el seu amic Edward Hoar van provocar accidentalment un incendi que va consumir 300 acres (1,2 km²) de Walden Woods.

### Desobediència Civili els anys deWalden, 1845-1849
| « | Vaig anar als boscos perquè volia viure sol, deliberadament, per afrontar els fets essencials de la vida i veure si podia aprendre el que havia d'ensenyar i no descobrir, a l'hora de la mort, que no havia viscut. No volia viure allò que no era vida, ni volia practicar la renúncia, llevat que fos necessari. Volia viure profundament i extreure tota la medul·la a la vida, viure d'una manera tan intensa i espartana que pogués prescindir de tot allò que no era vida... (H. D. Thoreau, "On vaig viure, per a què vaig viure", de la seva Walden, o la vida als boscos) | » |

Thoreau va sentir la necessitat de concentrar-se i treballar més en la seva escriptura. El març de 1845, Ellery Channing li digué: «Vés-te'n, construeix una cabana i comença el gran procés de devorar-te a tu mateix: no veig cap altra alternativa ni cap altra esperança per a tu». Dos mesos després, Thoreau es va embarcar en un experiment de dos anys de vida senzilla que va iniciar el 4 de juliol de 1845, quan es va mudar a una petita casa que havia construït en terra propietat d'Emerson en un bosc de repoblació al voltant de les costes de Walden Pond.

Mapa de l'entorn de Thoreau amb l'estany Walden.

La casa era a "un bonic prat i bosc" de 57.000 m² (14 acres) que Emerson havia comprat, a 2,4 km de la casa familiar.
El 24 o 25 de juliol de 1846, Thoreau es va trobar amb el recaptador d'impostos local, Sam Staples, qui li va demanar que pagués sis anys d'impostos endarrerits. Thoreau va rebutjar pagar a causa de la seva oposició a la guerra mexicano-americana i a l'esclavitud, i va passar una nit a la presó per aquesta negativa. L'endemà, Thoreau va ser alliberat contra la seva voluntat quan algú, probablement la seva tia, va pagar l'impost, en contra dels seus desitjos. L'experiència va tenir un fort impacte a Thoreau, i va escriure que "sota un govern que empresona injustament qualsevol, la llar d'un home honrat és la presó". Al gener i febrer de 1848 va impartir conferències sobre Els drets i deures de l'individu en relació amb el govern, explicant la seva resistència tributària al Concord Lyceum. Bronson Alcott va assistir a la conferència, escrivint al seu diari el 26 de gener:
| « | Vaig assistir a la conferència de Thoreau al Lyceum sobre la relació de l'individu amb l'Estat. Una declaració admirable dels drets de l'individu a l'autogovern. Un públic atent. Totes les seves al·lusions a la guerra de Mèxic, l'expulsió de Carolina del senyor Hoar, el seu empresonament a la presó de Concord per negar-se a pagar el seu impost. I tot raonat. Vaig tenir un gran plaer en aquesta intervenció de Thoreau. (Bronson Alcott, Journals) | » |

Thoreau va revisar la conferència a Assaig sobre la resistència al govern civil (també conegut com Desobediència Civil) en què deixa entreveure les seves idees polítiques. En aquest text es declara un dels conceptes principals del seu pensament, un individualisme ascètic i extrem:
- «qualsevol home que tingui més raó que els seus proïsmes ja constitueix una majoria d'un»;
- «l'home és ric en proporció a la quantitat de coses de què pot prescindir";
- "a casa meva hi havia tres cadires: una per a la soledat, dues per a l'amistat, tres per a la societat")

i la idea que el govern no ha de tenir més poder que el que els ciutadans estiguin disposats a cedir-li, arribant al punt que proposa l'abolició de tot govern. Va ser també un purità amb una consciència ètica molt elevada: «La bondat és l'única inversió que mai fa fallida».
L'assaig va influir poderosament a Lev Tolstoi i en Mahatma Gandhi i va ser publicat per Elizabeth Peabody a The Esthetic Papers (maig de 1849). Thoreau s'havia inspirat en un poema polític de l'anglès Percy Shelley, La màscara de l'anarquia (1819), on fustiga amb poderoses imatges les injustes formes d'autoritat del seu temps i imagina una forma radicalment nova d'acció social.
A la cabana que havia aixecat amb les seves mans, Walden Pond, Thoreau va completar un primer esborrany de Una setmana als rius Concord i Merrimack, una elegia dedicada al seu germà John en què descrivia el seu viatge a les Muntanyes Blanques el 1839. Thoreau no va trobar editor per al llibre, per la qual cosa va imprimir 1.000 exemplars a costa seva, dels quals va aconseguir vendre menys de 300. Seguint el consell d'Emerson, va fer servir el segell editor de Munroe, el mateix editor d'Emerson, malgrat el poc interès que va mostrar a publicar-l'hi.
A l'agost de 1846 Thoreau va deixar breument Walden per a fer un viatge al Mont Katahdin a Maine, un viatge més tard descrit a "Ktaadn", primera part de The Maine Woods / Els boscos de Maine.
Thoreau va sortir de Walden Pond el 6 de setembre de 1847. A petició d'Emerson, es va traslladar de nou a la casa d'Emerson per ajudar la seva dona Lidian a portar la casa mentre el seu marit era lluny en un perllongat viatge per Europa. Aleshores, en una tasca que li va emprar diversos anys i mentre treballava per a pagar els seus deutes, va revisar contínuament el manuscrit del qual finalment va publicar com a Walden, o Vida al bosc el 1854, on narrava els dos anys, dos mesos i dos dies que havia passat solitari (o més aviat acompanyat per les diferents manifestacions de la natura) a Walden Pond. El llibre comprimeix aquest temps en un sol any de calendari, usant el pas de les quatre estacions per a simbolitzar el desenvolupament humà. Walden tingué llavors pocs admiradors, però els crítics posteriors han considerat aquesta obra com un clàssic nord-americà que explora la simplicitat natural, l'harmonia i la bellesa com a models per a unes condicions socials i culturals justes.
El poeta estatunidenc Robert Frost va escriure sobre Thoreau: "Supera tot el que hem tingut a Amèrica". John Updike va afegir: "Segle i mig després de publicar-se, Walden s'ha convertit en un tòtem de la mentalitat preservacionista i antiempresarial de la desobediència civil i el retorn a la natura. Thoreau és un expositor tan vívid , tan perfecte i tan ermità, que el llibre corre risc de ser "com la Bíblia: tan venerat com no llegit”. Henry Miller, per la seva banda, va afirmar que «Thoreau és el més estrany que es pot trobar sobre la capa de la Terra: és un individu».
Thoreau va deixar la casa d'Emerson el juliol de 1848 i es va instal·lar en una altra del proper carrer Belknap. El 1850, ell i la seva família es van traslladar a una altra al núm. 255 de Main Street on va habitar fins a la seva mort.

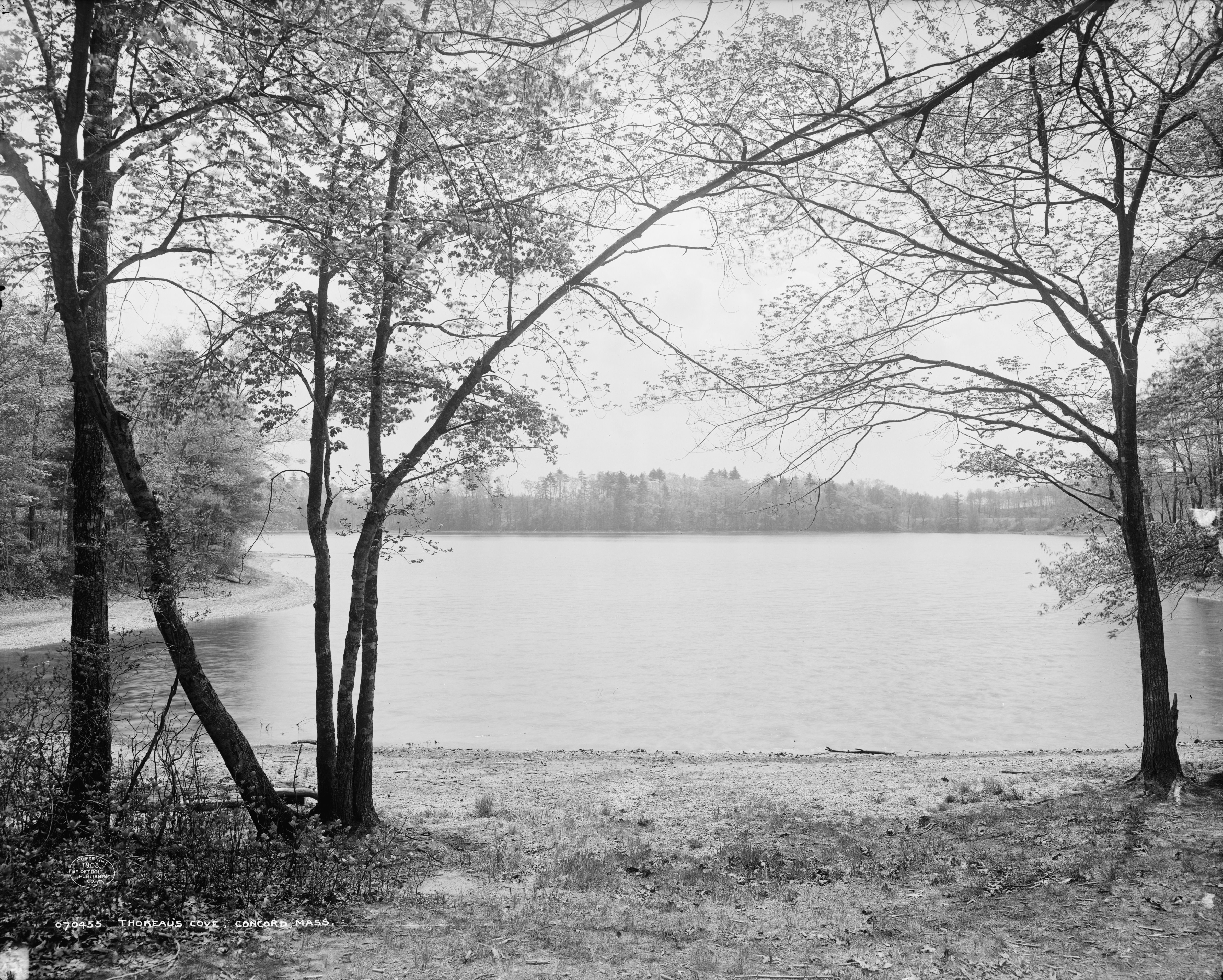
Estany Walden.
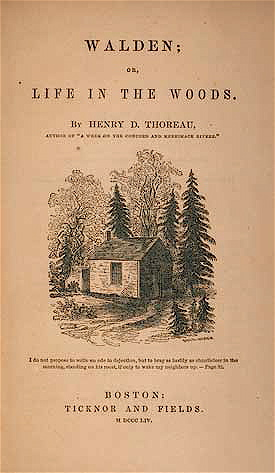
El 1854, Thoreau publica Walden.
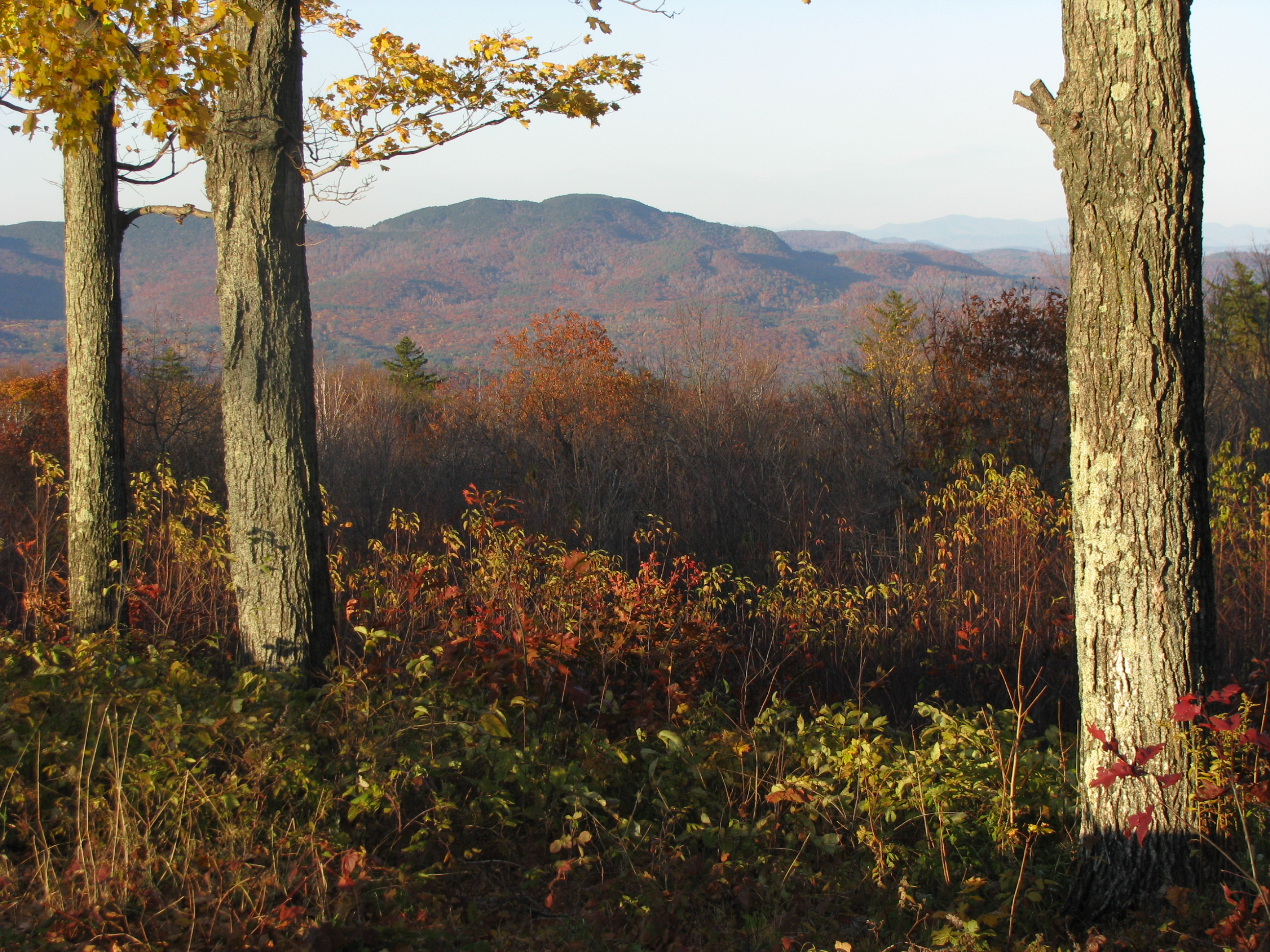
Muntanyes Blanques (Nou Hampshire).
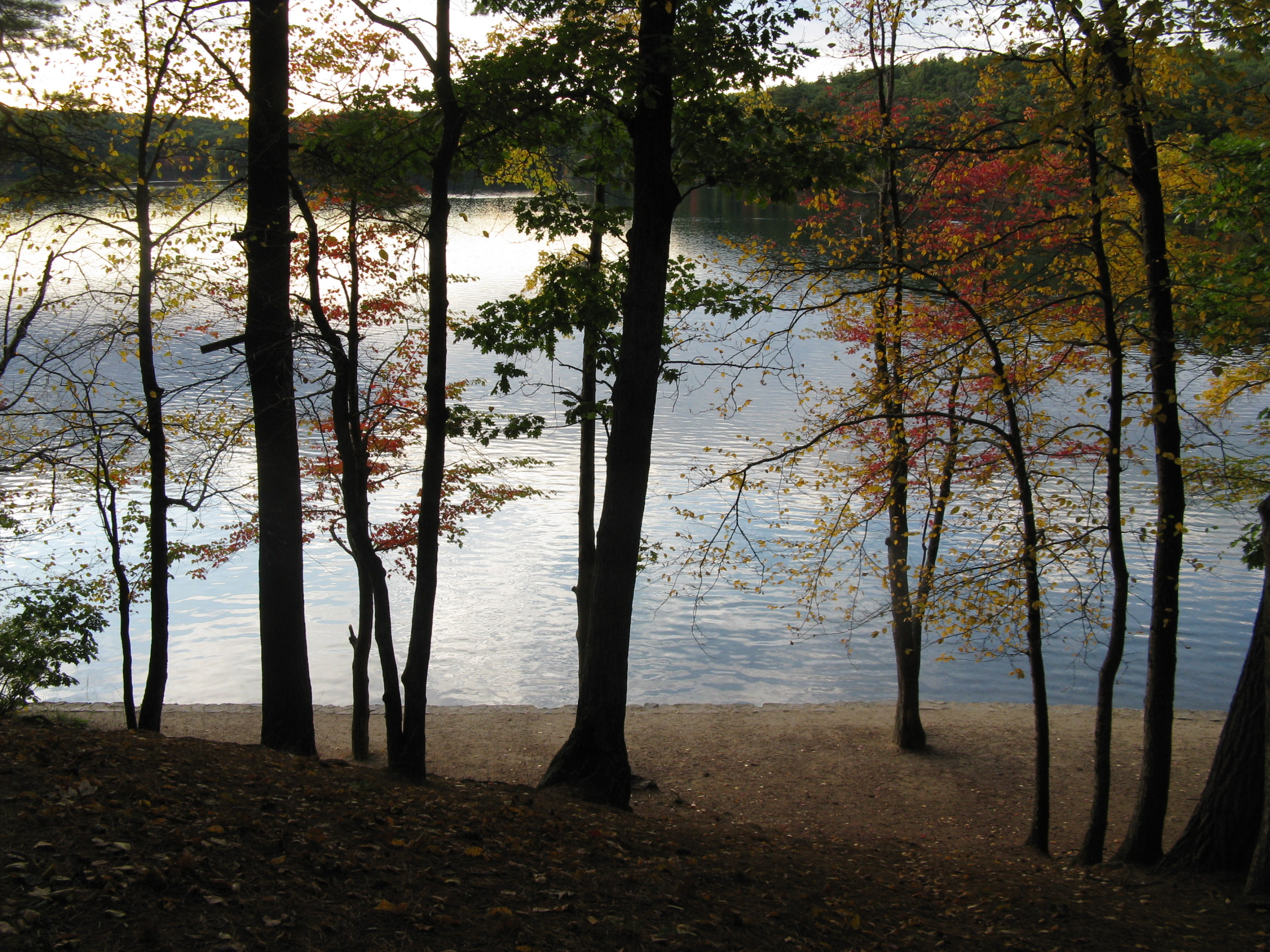
Estany Walden a l'octubre, Concord, Massachusetts
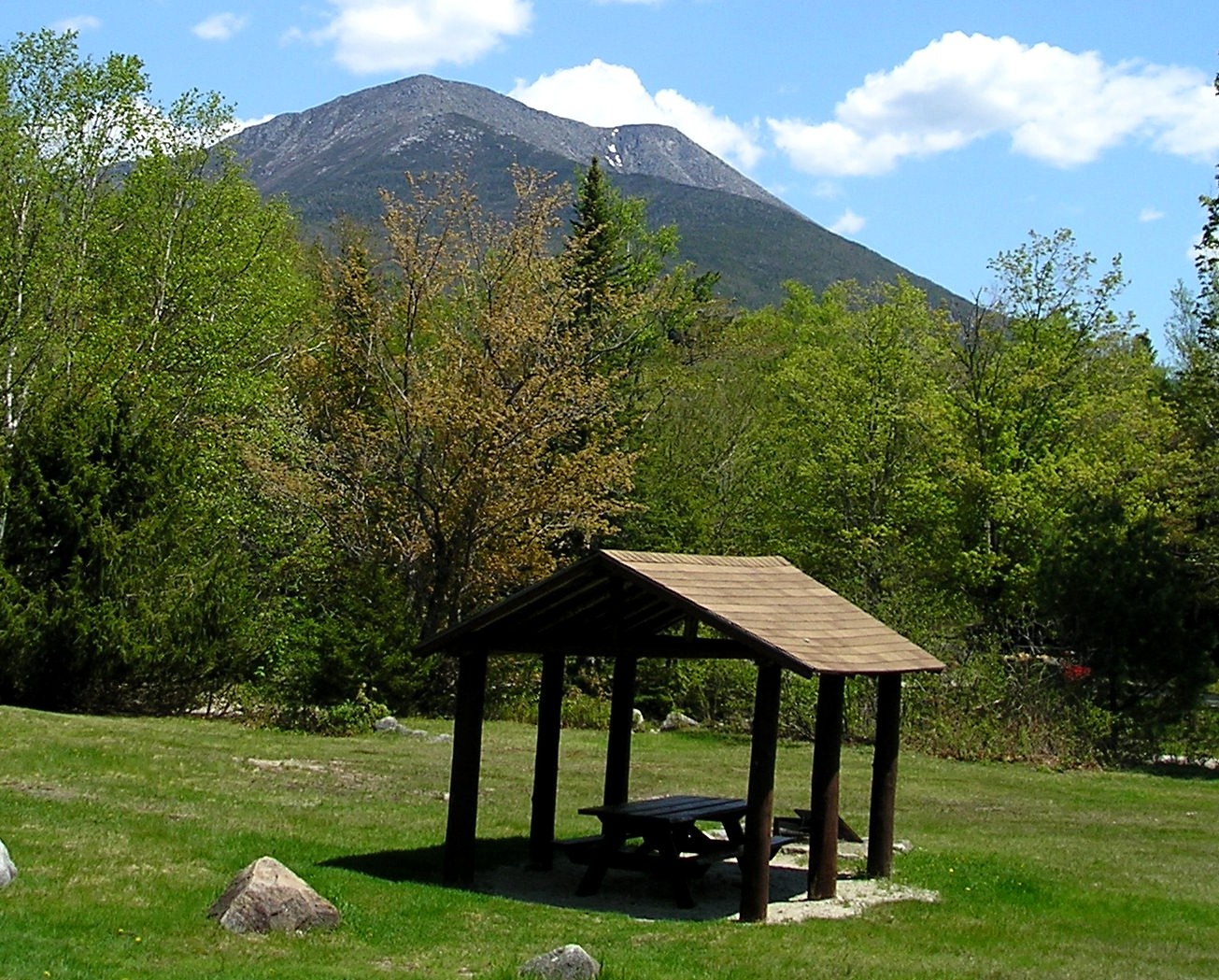
Monte Katahdin
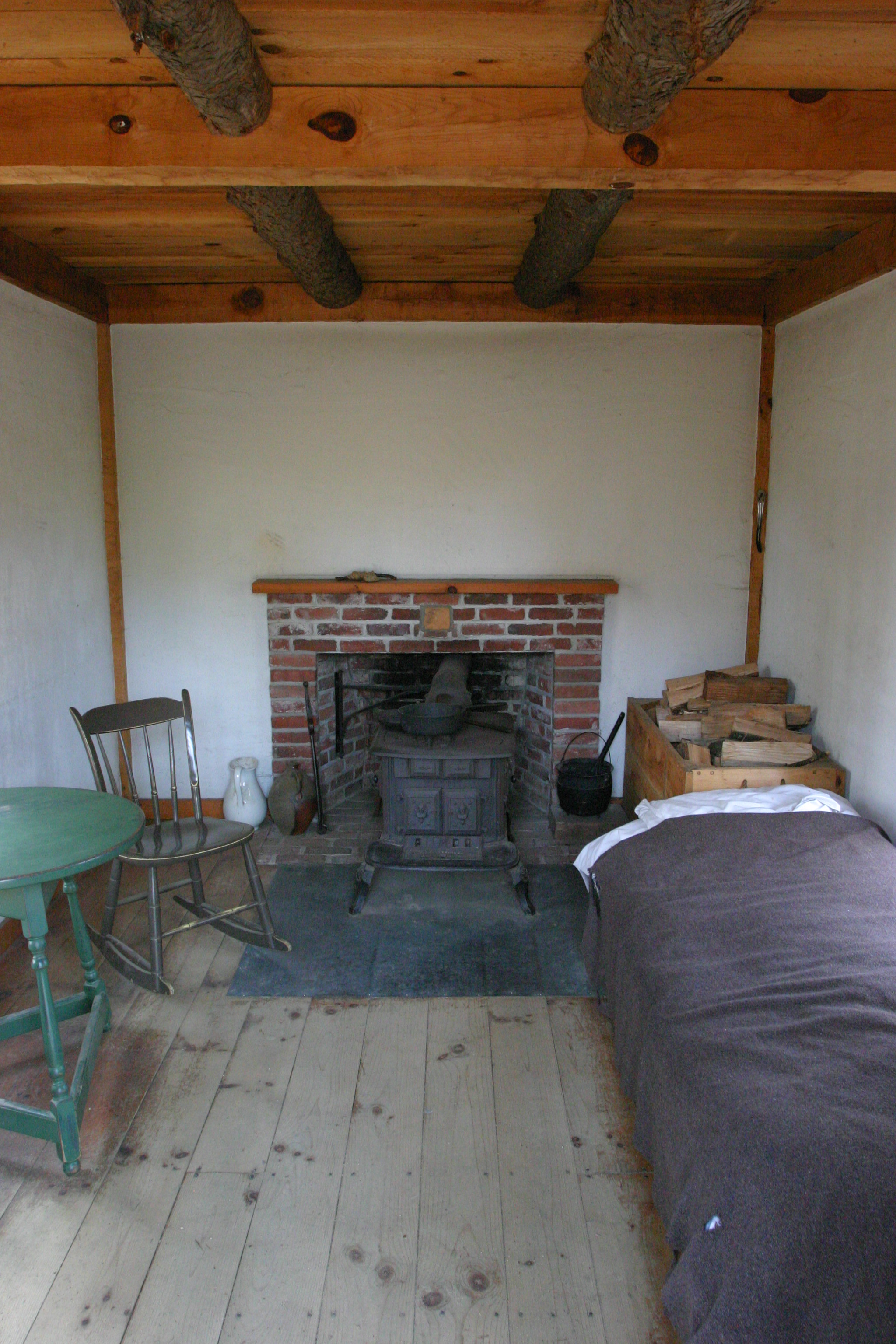
Interior de la cabana de Thoreau (rèplica).
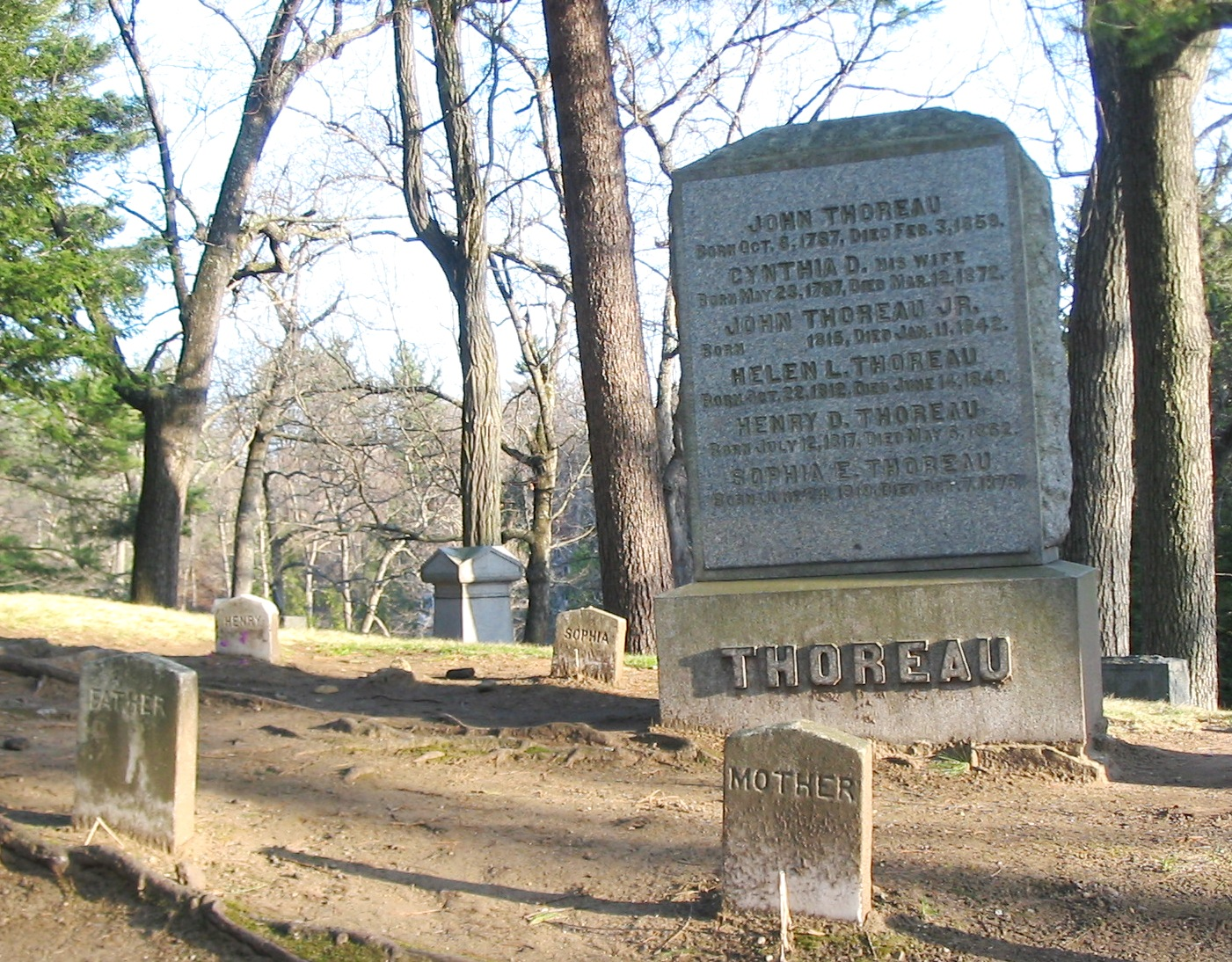
Tomba de Thoreau.
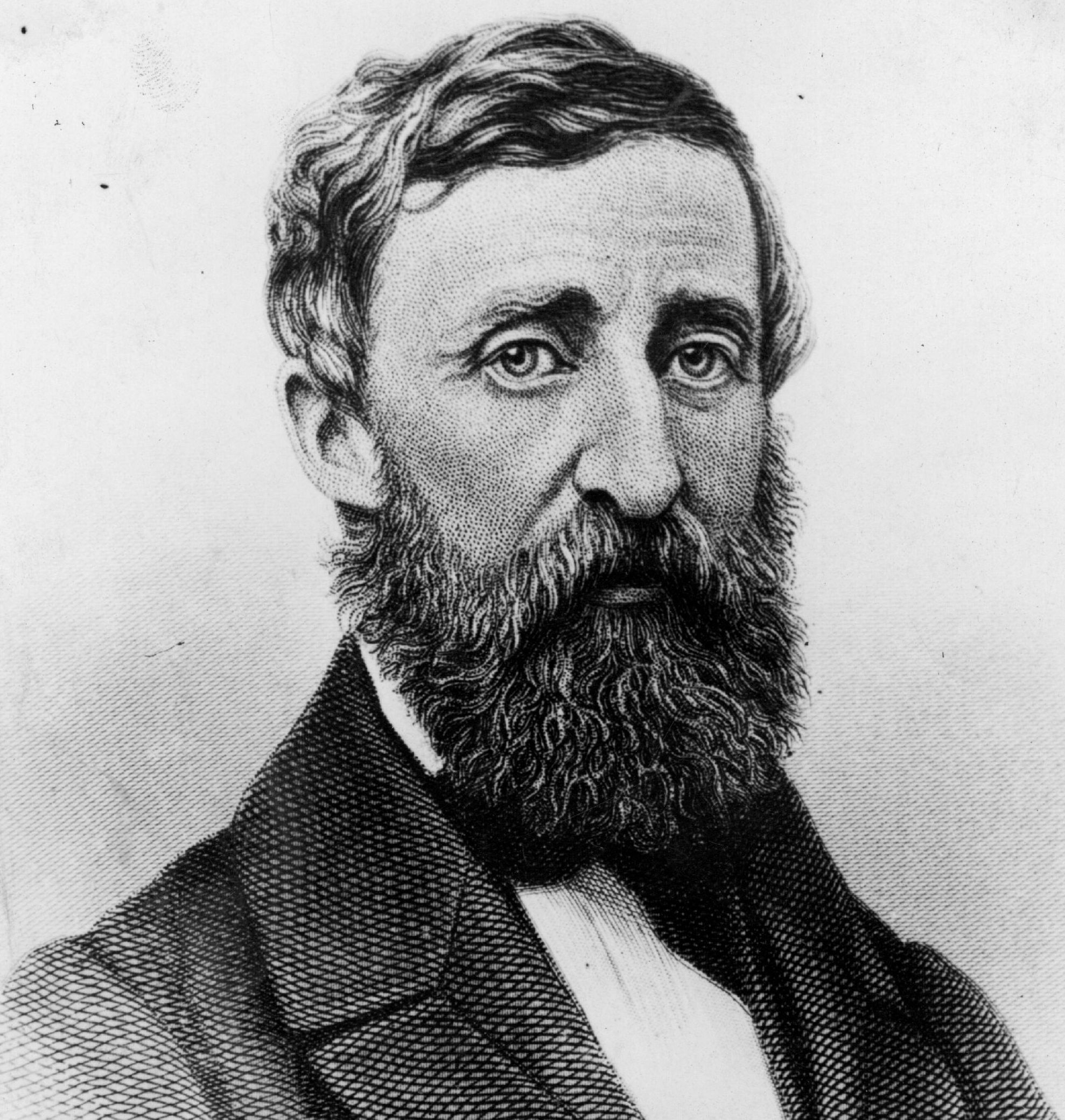
Henry David Thoreau el 1861.

### Últims anys, 1851-1862
El 1851, Thoreau es va sentir cada vegada més fascinat per la història natural i els llibres de viatges i exploracions. Va llegir àvidament sobre botànica, i molt sovint va escriure observacions sobre aquest tema al seu diari. Admirava a William Bartram i a Charles Darwin pel seu Viatge del Beagle. Va fer observacions detallades de la naturalesa de Concord, registrant les èpoques de maduració de la fruita, les profunditats de l'estany de Walden i els dies en què certes aus migraven. L'objectiu d'aquesta tasca era “anticipar” les estacions de la natura.
Es va convertir en agrimensor i va continuar escrivint observacions cada cop més detallades sobre la història natural de la ciutat, que abastava una àrea de 67 km², al seu diari, un document de dos milions de paraules que va guardar durant 24 anys entre 1837 i 1861. Hi ha molts materials que després apareixen als seus assajos. La impressió que fa és la d'un Thoreau sempre en moviment i en interacció amb el seu entorn natural i social. Cal destacar que les anotacions de les caminades sempre ofereixen descobriments. El Diari és un llibre on el lector pot seguir la seva mirada, la seva oïda, el seu olfacte i el seu entusiasme i curiositat de naturalista a través de les seves activitats quotidianes, tot expressant-ho amb la seva característica i bella simplicitat.
També va guardar una sèrie de quaderns, i aquestes observacions es van convertir en la font dels seus últims escrits sobre la història natural, com Tons tardorals, Successió d'arbres i Pomes silvestres, un assaig a que lamenta la destrucció de les espècies indígenes silvestres de pomes.
Fins a la dècada de 1970 els crítics literaris desestimaven les últimes activitats de Thoreau com a "ciència amateur". Però amb el sorgiment de la història ambiental i de l'ecocrítica com a disciplines acadèmiques van començar a emergir lectures noves de Thoreau que demostraven el seu caràcter precursor i com de bon analista de patrons ecològics havia arribat a ser de camps i boscos. Per exemple, el seu últim assaig, titulat La successió d'arbres forestals mostra que va utilitzar l'experimentació i l'anàlisi per explicar com es regeneren els boscos després del foc o la destrucció humana a través de la dispersió de les llavors pels vents o els animals.
Va viatjar al Quebec una vegada, a Cape Cod quatre vegades i a Maine tres vegades. Aquests paisatges van inspirar els seus llibres d'excursió 'A Yankee in Canada, Cape Cod' i 'The Maine Woods', en què els itineraris de viatge emmarquen els seus pensaments sobre geografia, història i filosofia. Altres viatges ho van portar al sud-oest a Filadèlfia i a la ciutat de Nova York el 1854, i a l'oest a través de la regió dels Grans Llacs el 1861, quan va visitar les Cascades del Niàgara, Detroit, Chicago, Milwaukee, St. Paul i Mackinac Island.
També llegia extensament sobre viatges a altres terres. Va devorar tots els relats de viatges de primera mà disponibles al seu dia, en un moment en què les últimes regions encara sense cartografiar de la terra estaven sent explorades. Llegia a Magallanes i a James Cook, als exploradors àrtics John Franklin, Alexander Mackenzie i William Parry, als africanistes David Livingstone i Richard Francis Burton; a Lewis i Clark, primers viatgers nord-americans que es van internar a les Muntanyes Rocoses, i centenars d'obres menys conegudes d'exploradors i viatgers que van ser també bons escriptors. Sorprenents quantitats de lectura van alimentar la seva interminable curiositat pels pobles, les cultures, les religions i la història natural del món, i van deixar les seves empremtes com a comentaris crítics als seus voluminosos diaris. I va abocar tot aquest coneixement adquirit al laboratori local de la seva experiència a Concord. No en va figura entre els seus aforismes famosos el seu consell de "viure a casa com un viatger".

### Mort
Va contreure tuberculosi el 1835, malaltia que va patir esporàdicament després. El 1860, després d'una excursió nocturna per explicar els anells dels tocons durant una pluja, va emmalaltir de bronquitis. La seva salut va disminuir, amb breus períodes de remissió, i finalment va romandre al llit. Reconeixent la naturalesa terminal de la seva malaltia, Thoreau va passar els seus últims anys revisant i corregint els seus treballs inèdits, particularment les excursions per Maine, i demanant a editors imprimir edicions revisades d'Una setmana... i de Walden . Va escriure cartes i entrades del seu Diari fins que es va tornar massa feble per continuar. Alarmava als seus amics la seva aparença consumida i estaven fascinats per la seva tranquil·la acceptació de la mort. Quan la seva tia Lluïsa li va preguntar les últimes setmanes si estava en pau amb Déu, Thoreau va respondre: "No sabia que ens haguéssim barallat".
Conscient que s'estava morint, les últimes paraules de Thoreau van ser "Ara ve bona navegació", seguit de dues paraules solitàries, "ant" i "indi". Va morir el 6 de maig de 1862 a l'edat de 44 anys. Bronson Alcott va organitzar la cerimònia funeral i va llegir una selecció de passatges de Thoreau; Channing va presentar un himne. Emerson va escriure l'elogi que es va pronunciar al funeral. Thoreau va ser enterrat a la parcel·la de la família Dunbar. Les seves restes i les de la seva família més propera van ser traslladats després al Cementiri Sleepy Hollow de Concord, Massachusetts.
Un amic de Thoreau, Ellery Channing, va publicar la seva primera biografia, Thoreau, el poeta naturalista, el 1873. Channing i un altre amic, Harrison Blake, van editar alguns poemes, assajos i entrades del seu Diari perquè es publiqués una miscel·lània pòstuma a la dècada de 1890. Aquests diaris de Thoreau, que ell utilitzava sovint com a font per als seus treballs publicats, van romandre inèdits en gran part fins a la seva mort i van ser publicats per primera vegada bastant complets el 1906, ajudant a construir la gran reputació moderna de l'escriptor. Una nova edició més ampliada dels Diario està en marxa, publicada per la Princeton University Press. Avui dia, Thoreau és considerat com un dels escriptors nord-americans més importants, tant per la claredat moderna del seu estil en prosa com per la presciència de les seves opinions sobre la naturalesa i la política. La seva memòria és honrada per la Societat Thoreau internacional i per l'Institut Thoreau a Walden Woods, establert el 1998 a Lincoln, Massachusetts.

## Obres seleccionades
Moltes de les obres de Thoreau no es van publicar durant la seva vida, inclosos els seus diaris i nombrosos manuscrits inacabats.
| - Aulus Persius Flaccus (1840) - The Service (1840) - A Walk to Wachusett (1842) - Paradise (to be) Regained (1843) - The Landlord (1843) - Sir Walter Raleigh (1844) - Herald of Freedom (1844) - Wendell Phillips Before the Concord Lyceum (1845) - Reform and the Reformers (1846–48) - Thomas Carlyle and His Works (1847) - A Week on the Concord and Merrimack Rivers (1849) - Resistance to Civil Government, or Civil Disobedience, or On the Duty of Civil Disobedience (1849) - An Excursion to Canada (1853) - Slavery in Massachusetts (1854) - Walden, o la vida als boscos (1854) - A Plea for Captain John Brown (1859) - Remarks After the Hanging of John Brown (1859) - The Last Days of John Brown (1860) - Walking (1862) - Autumnal Tints (1862) - Wild Apples: The History of the Apple Tree (1862) - The Fall of the Leaf (1863) | - Excursions (1863) - Life Without Principle (1863) - Night and Moonlight (1863) - The Highland Light (1864) - The Maine Woods (1864) Fully Annotated Edition. Jeffrey S. Cramer, ed., Yale University Press, 2009 - Cape Cod (1865) - Letters to Various Persons (1865) - A Yankee in Canada, with Anti-Slavery and Reform Papers (1866) - Early Spring in Massachusetts (1881) - Summer (1884) - Winter (1888) - Autumn (1892) - Miscellanies (1894) - Familiar Letters of Henry David Thoreau (1894) - Poems of Nature (1895) - Some Unpublished Letters of Henry D. and Sophia E. Thoreau (1898) - The First and Last Journeys of Thoreau (1905) - Journal of Henry David Thoreau (1906) - The Correspondence of Henry David Thoreau edited by Walter Harding and Carl Bode (Washington Square: New York University Press, 1958) - I Was Made Erect and Lone - The Bluebird Carries the Sky on His Back (Stanyan, 1970) - The Dispersion of Seeds published as Faith in a Seed (Island Press, 1993) - The Indian Notebooks (1847–1861) selections by Richard F. Fleck - Wild Fruits (Unfinished at his death, W.W. Norton, 1999) |

### Traduccions al català
- Thoreau, Henry David; Pròleg Ramon Alcoberro. Walden o la vida als boscos. Traducció: Anna Turró.  Simbol Editors, 2019, p. 351. ISBN 9788415315681.
- Thoreau, Henry David. Nit i llum de Lluna. Traducció: Alicia Rodriguez.  Edicions Reremús, 2019, p. 52. ISBN 978-84-120578-1-2.
- Thoreau, Henry David. Henry David Thoreau. Textos escollits.  Editorial 3i4, 2009, p. 84. ISBN 978-84-7502-821-7.
- Thoreau, Henry David. Caminar. Traducció: Marina Espasa Sans.  Editorial Angle, Maig 2017, p. 96. ISBN 978-84-15307-75-4.
- Thoreau, Henry David. La Desobediència Civil.  Proteus, 2012, p. 38. ISBN 9788415549574.